# 朱莉娅·贝克特
朱莉娅·贝克特（英語：Julia Beckett，1986年7月4日—），英国女子游泳运动员。她曾代表英格兰参加2006年英联邦运动会游泳比赛，获得一枚银牌。她也曾参加2008年夏季奥运会。